# Carlos XIII da Suécia
Carlos XIII & II (Estocolmo, 7 de outubro de 1748 – Estocolmo, 5 de fevereiro de 1818), conhecido na Suécia como Karl XIII e na Noruega como Karl II, foi rei da Suécia de 1809 até à sua morte e também rei da Noruega a partir de 1814. Era filho do rei Adolfo Frederico e da rainha Luísa Ulrica da Prússia, e irmão mais novo de Gustavo III. Recebeu em 1772 o título de duque da Sudermânia.  
Foi regente da Suécia, durante a menoridade de Gustavo IV Adolfo. Após a destronização de Gustavo IV Adolfo, foi eleito em 1809 rei da Suécia e em 1814 rei da Noruega. 
Adotou o marechal francês Jean-Baptiste Bernadotte como filho e príncipe herdeiro com o nome de Carlos XIV João da Suécia. Este viria a ser mais tarde eleito o novo rei da Suécia.

## Primeiros anos

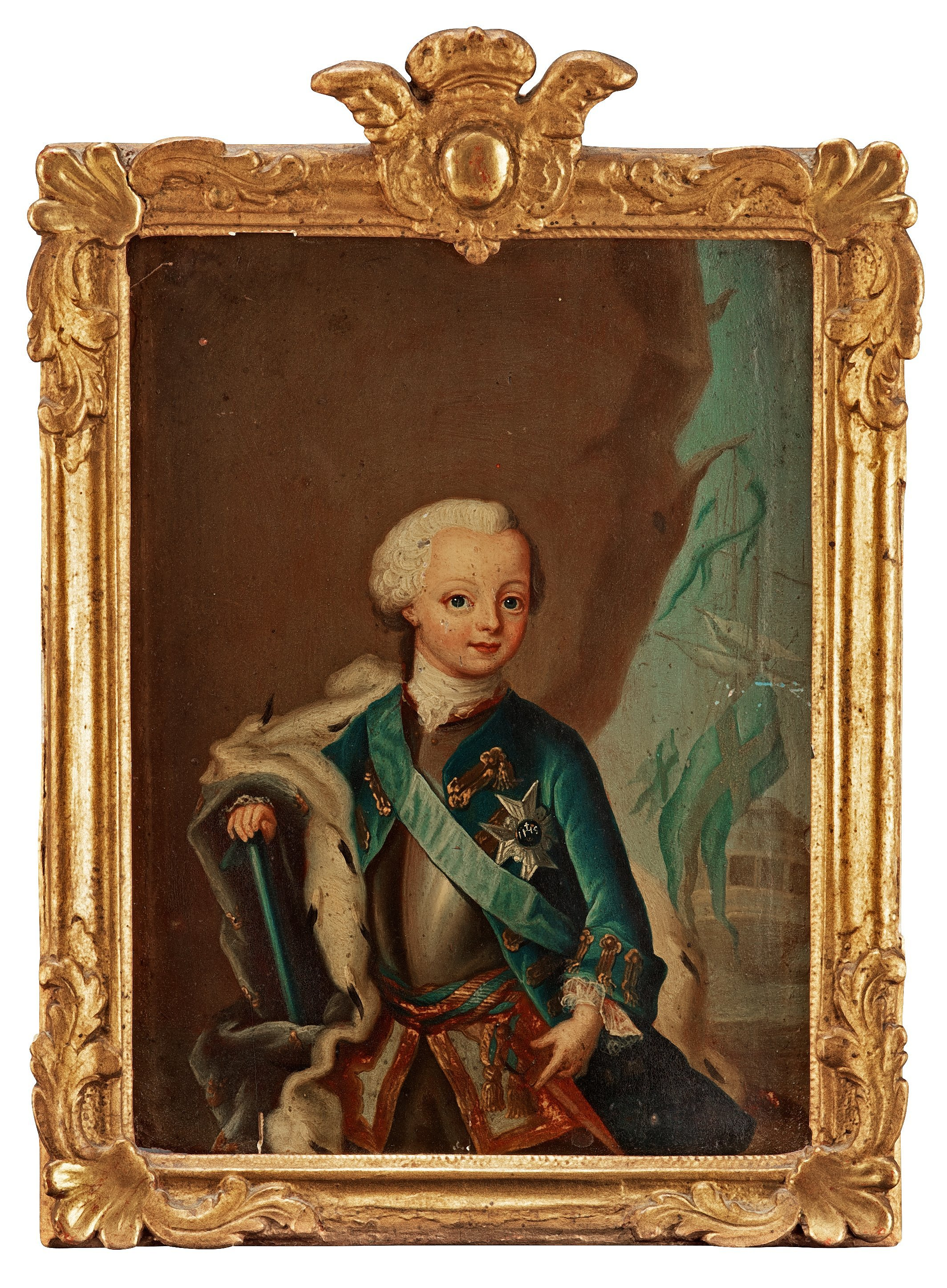
Príncipe Carlos, em 1758 por Ulrica Pasch.

O príncipe Carlos foi colocado sob a tutela de Hedvig Elisabet Strömfelt e depois de Ulrica Schönström. Ele foi nomeado grande almirante quando tinha apenas alguns dias de vida e foi descrito como um bom dançarino no teatro amador da corte real. Alegadamente, ele não era muito próximo da sua mãe. A rainha preferia os filhos mais novos, Sofia Albertina e Frederico Adolfo. 
Carlos era, no entanto, o favorito do seu pai e semelhante a ele em personalidade. Ele também foi descrito como próximo do seu irmão Gustavo durante a infância.

## Casamento e Personalidade
Carlos tinha objetivos, fazia planos para sua mãe organizar casamentos políticos para seus filhos. Inicialmente, ele estava para se casar com Filipina de Brandemburgo-Schwedt de acordo com os desejos da sua mãe, mas o governo se recusou a emitir as negociações por causa dos custos. Após o golpe de Estado que introduziu a monarquia absoluta em 1772, o seu irmão Gustavo III arranjou um casamento entre Carlos e a sua prima Edviges de Holsácia-Gottorp. Eles viviam de fato separados na vida privada e ambos tiveram casos extraconjugais. Carlos era conhecido por seu "harém" de amantes, das quais as mais notáveis foram Augusta von Fersen, Charlotte Eckerman, Charlotte Slottsberg, que também teve influência sobre ele, e Mariana Koskull. Ele, sem sucesso, cortejou Madalena Rudenschöld, que o recusou, depois que ela foi tratada com o que tem sido considerada como vingança durante a conspiração Armfelt. Após o final de 1790, a sua saúde deteriorou-se numa série de ataques reumáticos, o seu relacionamento com a sua consorte melhorou e ela ganhou mais influência sobre ele.
Carlos foi descrito como dependente e facilmente influenciado por outros, e os seus muitos afazeres lhe deram a reputação de ser um libertino. Ele estava muito interessado no sobrenatural, sociedades secretas e misticismo. Diz-se que ele foi um dos melhores clientes do célebre cartomante Ulrica Arfvidsson e até lhe pediu conselhos políticos, e ele também favoreceu o médio Henrik Ulfvenklou Gustaf, que também exerceu grande influência sobre o duque. Ele também foi membro da maçonaria e em 1811 fundou a Ordem de Carlos XIII, uma ordem de cavalaria concedida apenas aos maçons protestantes.

## Reinado de Gustavo III
Em 1772, ele colaborou nos planos revolucionários do seu irmão mais velho, o rei Gustavo III da Suécia e como um sinal de reconhecimento, foi nomeado Duque de Sudermânia.
A Carlos foram dadas várias missões oficiais durante o seu período como duque. Em 1777, atuou como regente durante a estadia de Gustavo III na Rússia, em 1780 ele serviu como comandante-chefe formais durante a estadia do rei em Spa. Sobre a eclosão da Guerra Russo-Sueca de 1788, ele serviu com distinção como almirante da frota, principalmente nas batalhas de Hogland (7 de junho de 1788) e Öland (26 de julho de 1789). Na última ocasião, ele teria ganho uma vitória notável, não fosse a negligência do seu segundo em comando, almirante Liljehorn.
Em 1785, foi-lhe oferecido o Ducado da Curlândia pela nobreza do Ducado e recebeu o apoio de Gustavo III, mas isso nunca se materializou. Carlos estava em estreita ligação com a oposição contra o Gustavo III, e é debatido se ele conhecia e apoiou os planos para assassinar o rei.

## Reinado de Gustavo IV Adolfo
Após o assassinato de Gustavo III em 1792, Carlos atuou como regente da Suécia até 1796 em nome do seu sobrinho, o rei Gustavo IV Adolfo da Suécia, que era menor de idade quando o seu pai foi baleado na ópera de Estocolmo. O regente de facto, no entanto, foi na verdade Gustavo Adolfo Reuterholm, cuja influência sobre ele foi suprema. Estes quatro anos foram considerados, talvez, o período mais miserável e degradante na história da Suécia, uma Idade de Chumbo sucedendo uma Idade de Ouro, como têm sido chamados, e podem ser brevemente descritos como alternâncias do fantástico jacobinismo e o cruel despotismo.
Com a maioridade de Gustavo IV Adolfo em novembro de 1796, a regência do duque terminou. Em 1803, o caso Boheman causou um grave conflito entre Gustavo IV Adolfo e o casal ducal. O místico Karl Adolf Boheman (1764–1831) foi apresentado ao casal pelo Conde Magnus Stenbock em 1793 e ganhou grande influência ao prometer revelar segredos científicos sobre o ocultismo. Boheman introduziu-os numa sociedade secreta maçónica (Rosa Amarela) em 1801, onde ambos os sexos foram aceitos como membros, e à qual foram apresentados os condes e condessas Ruuth e Brahe, bem como a mãe da rainha. Boheman foi preso após tentar recrutar o monarca, que o acusou de agendas revolucionárias e expulsou-o. O casal ducal foi denunciado numa investigação informal do monarca, e a duquesa foi interrogada na presença do conselho real. Em 1808, Carlos foi novamente o comandante-chefe durante a estadia de Gustavo IV Adolfo na Finlândia.

## Reinado

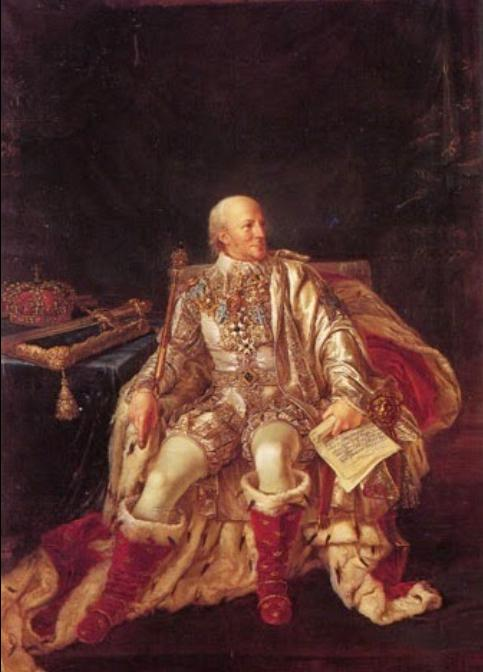
O idoso rei Carlos XIII.

Em 13 de março de 1809, aqueles que destronaram Gustavo IV Adolfo nomearam Carlos regente, e ele foi finalmente eleito rei pelo Riksdag dos Estados. Quando se tornou rei, ele tinha 60 anos e estava prematuramente decrépito. Em novembro de 1809, ele sofreu um ataque cardíaco e não pôde participar do governo. A nova constituição introduzida também dificultou o seu envolvimento na política. Uma tentativa planeada de ampliar o poder real em 1809–10 não foi posta em prática devido à sua indecisão e ao seu estado de saúde.
A sua incapacidade desencadeou a busca por um herdeiro adequado. A escolha inicial foi um príncipe dinamarquês, Christian August, que adotou o nome de Carlos Augusto ao ser adotado por Carlos. No entanto, Carlos Augusto morreu poucos meses após a sua chegada à Suécia. Um dos generais de Napoleão, Jean-Baptiste Bernadotte, foi então escolhido como o seu sucessor. O novo príncipe herdeiro assumiu o governo assim que desembarcou na Suécia em 1810. A condição de Carlos piorou a cada ano, especialmente depois de 1812, e ele acabou se tornando apenas uma testemunha muda durante os conselhos governamentais presididos pelo príncipe herdeiro, tendo perdido a memória e não sendo mais capaz de se comunicar.
Pela União da Suécia e da Noruega em 4 de novembro de 1814, Carlos tornou-se rei da Noruega sob o nome de Carlos II da Noruega. Depois de oito anos como rei apenas por título, Carlos morreu sem herdeiro natural em 5 de fevereiro de 1818, e Bernadotte o sucedeu como rei Carlos XIV João.
Ele foi o 872.º Cavaleiro da Ordem do Tosão de Ouro, em Espanha.

## Família
Ele se casou com a sua prima Edviges de Holsácia-Gottorp (1759–1818), em 7 de julho de 1774 em Estocolmo. Os seus filhos morreram na infância:
1. Luísa Edviges (Estocolmo, 2 de julho de 1797). Natimorta; enterrada na Igreja Riddarholm.
2. Carlos Adolfo, Duque da Varmlândia (Estocolmo, 4 de julho de 1798 – Estocolmo, 10 de julho de 1798). Viveu seis dias; enterrado na Igreja Riddarholm.

Com Augusta von Fersen, ele teve um filho fora do casamento:
1. Carlos Löwenhielm (1772–1861)[6]

Filhos adotados:
- Carlos Augusto, Príncipe Herdeiro da Suécia[7]
- Carlos XIV João da Suécia